# Le Poujol-sur-Orb
Le Poujol-sur-Orb is een gemeente in het Franse departement Hérault (regio Occitanie). De plaats maakt deel uit van het arrondissement Béziers. Le Poujol-sur-Orb telde op 1 januari 2022 944 inwoners.

## Geografie
De oppervlakte van Le Poujol-sur-Orb bedroeg op 1 januari 2022 4,58 vierkante kilometer; de bevolkingsdichtheid was toen 206,1 inwoners per km².

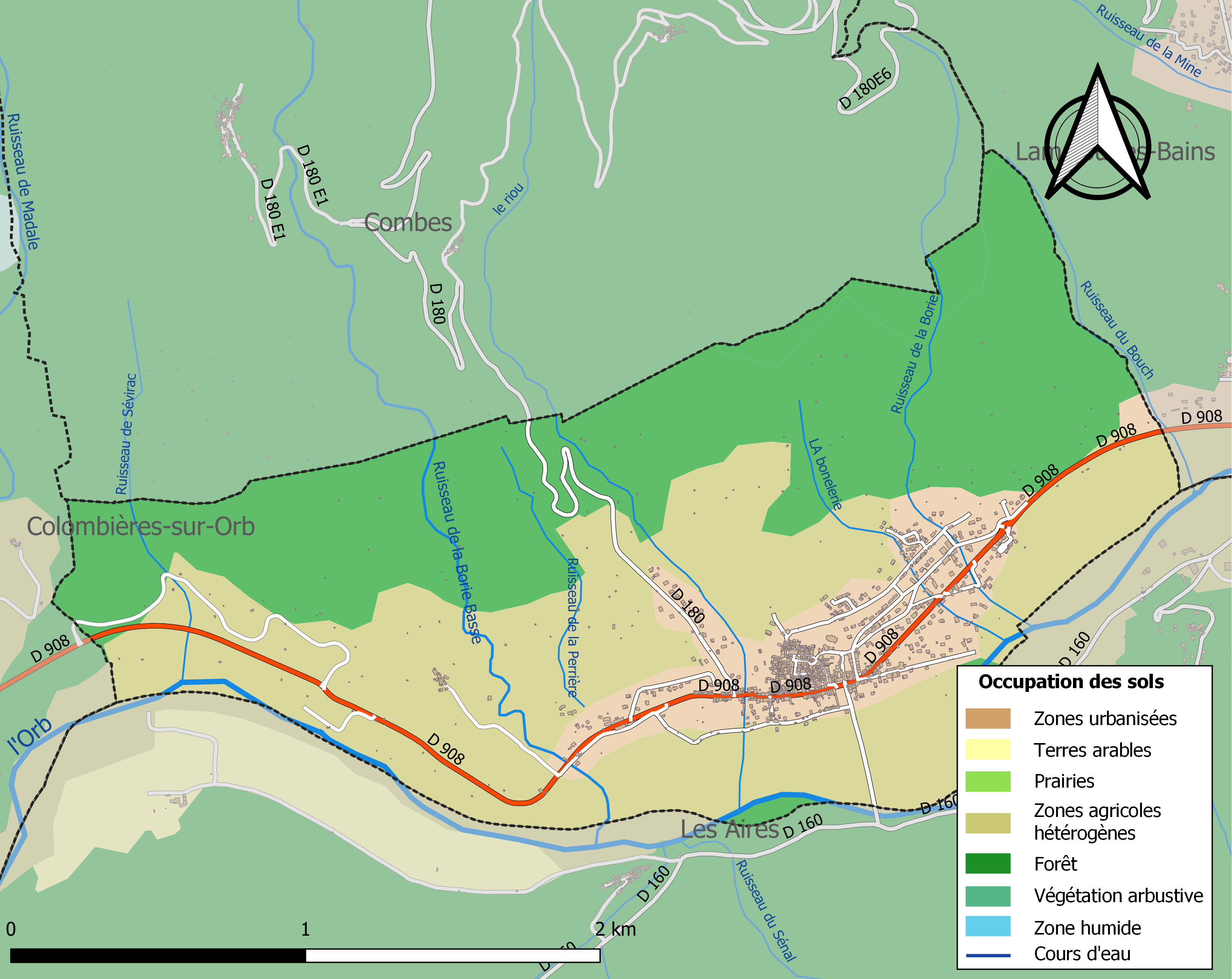
Kaart van de gemeente met belangrijkste infrastructuur, bodemgebruik en omliggende gemeenten

## Demografie
Onderstaande figuur toont het verloop van het inwonertal (bron: INSEE-tellingen).